# 彼尔姆州
彼尔姆州（羅馬化：Permskaya oblast）是俄羅斯原來的聯邦主體之一（2005年12月1日前），現在是彼爾姆邊疆區的一部分。面積160,600平方公里，人口2,819,421人（2002年）。